# Faden-Binse
Die Faden-Binse (Juncus filiformis L., Syn.: Agathryon filiforme (L.) Záv. Drábk. & Proćków) ist eine Art der Gattung Binsen (Juncus) und gehört zur Familie der Binsengewächse (Juncaceae).

## Beschreibung

### Vegetative Merkmale
Die Faden-Binse ist eine ausdauernde krautige Pflanze. Sie erreicht Wuchshöhen zwischen 10 und 60 (bis 70) Zentimeter. Sie ist grasgrün, bildet lange Ausläufer und wächst in dichten Rasen. Die Stängel sind glatt. etwa 1 Millimeter dick und wachsen aufrecht. Sie sind rund bis schwach zusammengedrückt mit netzartigem Mark im Inneren. Sie sind getrocknet deutlich längsgestreift. Das Laubblatt überragt den Blütenstand. Die Stängelbasis trägt braune, nicht glänzende Blattscheiden. Nicht blühende Sprosse werden selten gebildet.

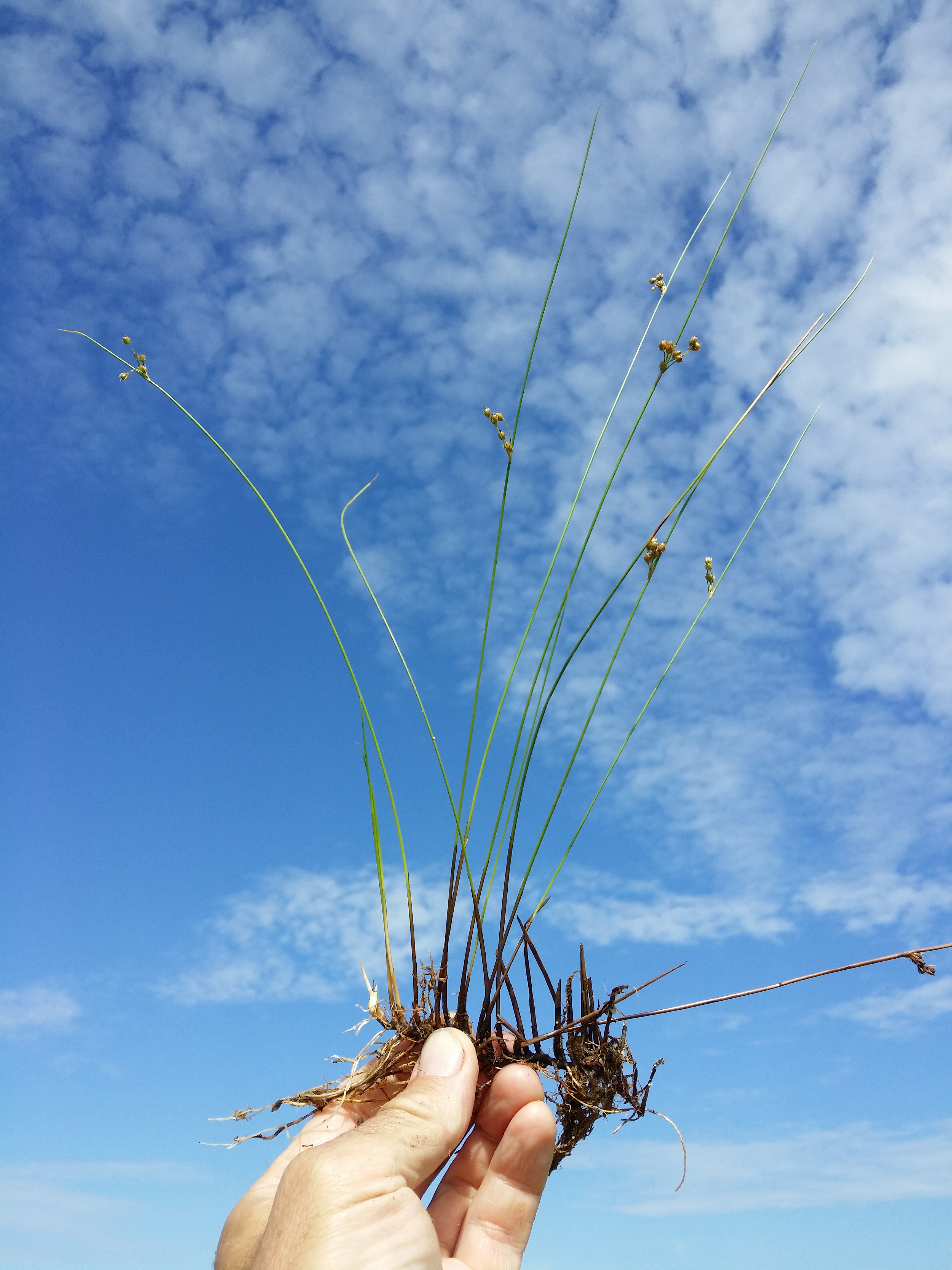
Habitus

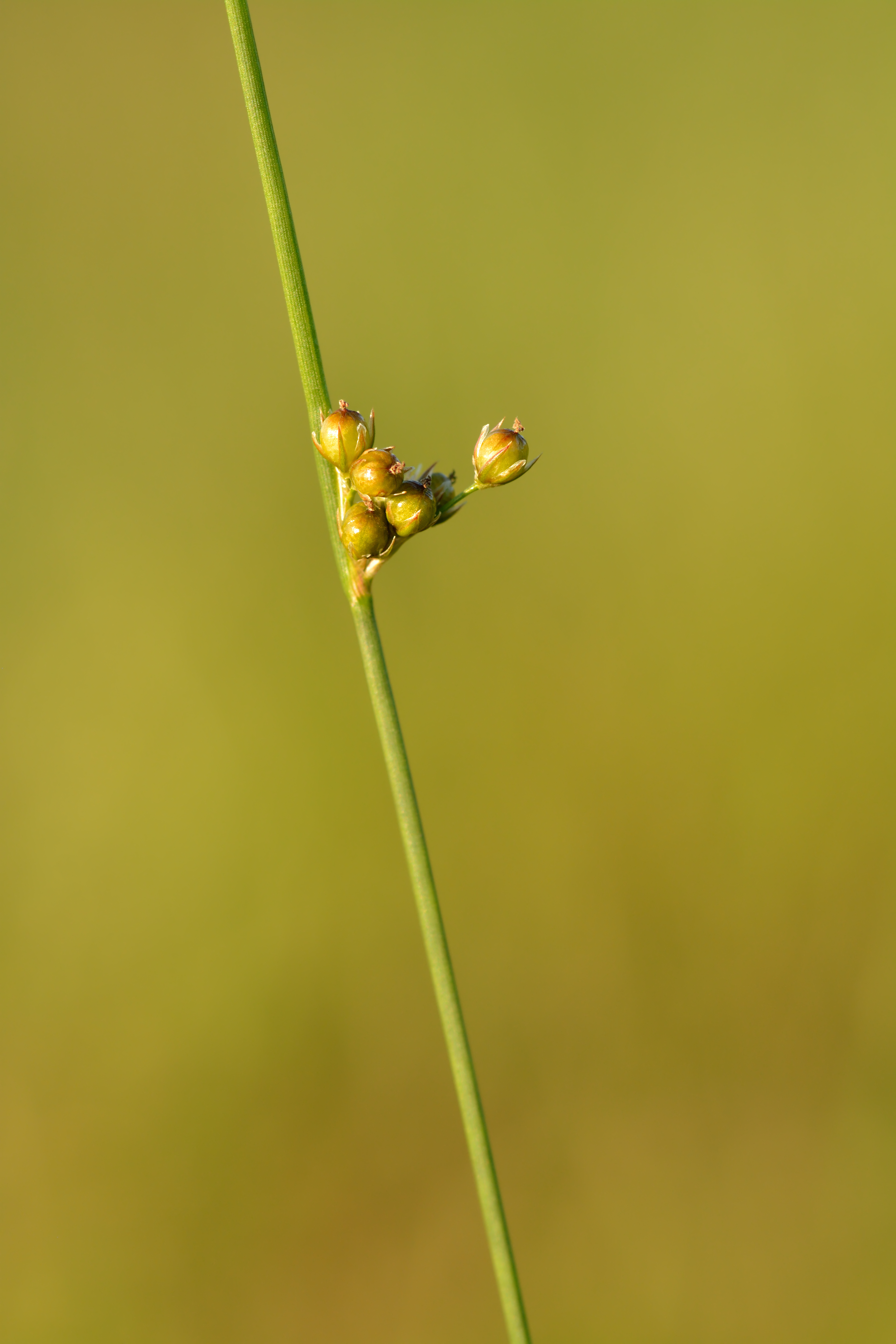
Fruchtstand

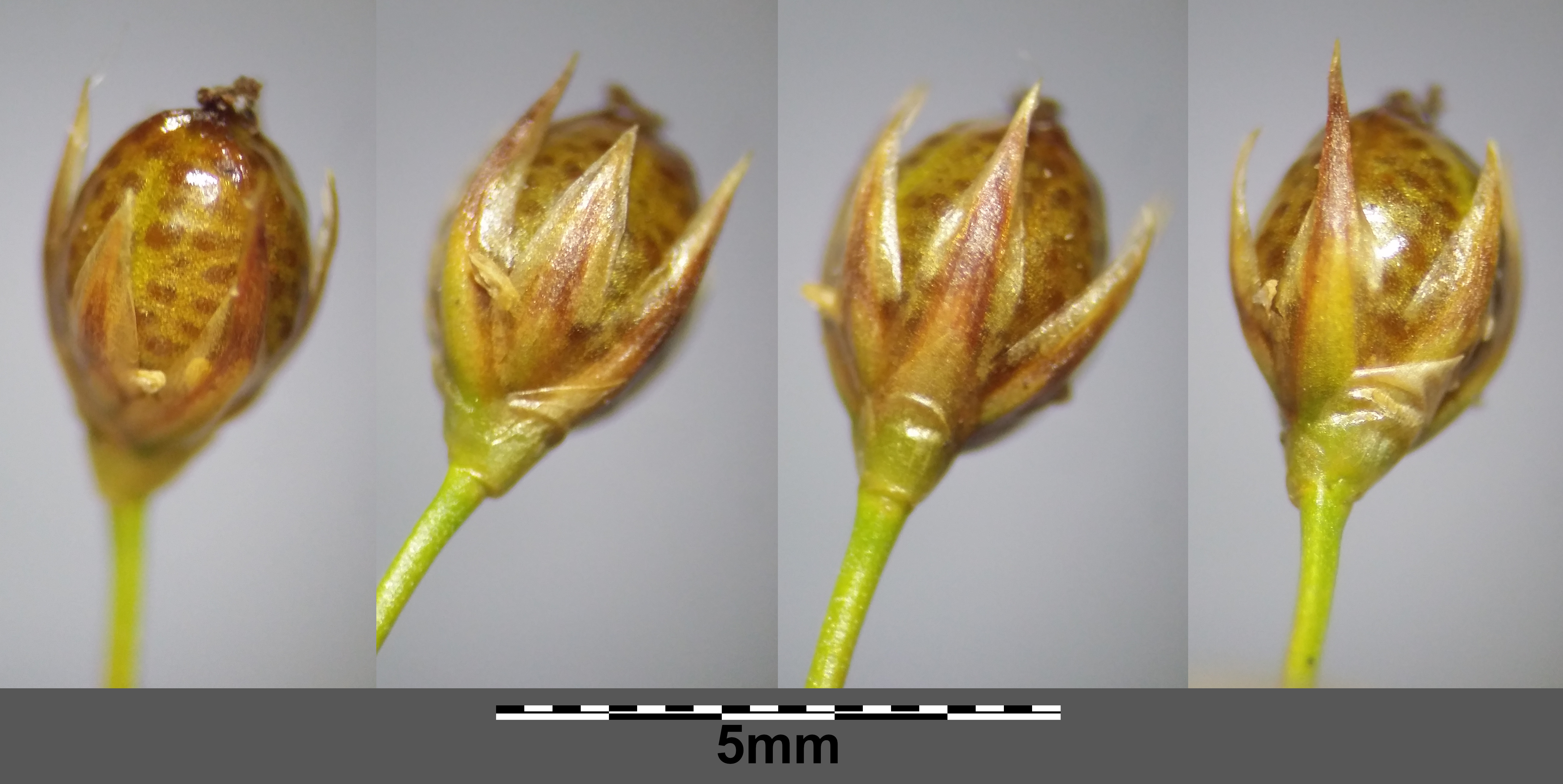
Früchte

### Generative Merkmale
Blütezeit ist Juni bis August. Der scheinbar seitenständige Blütenstand ist relativ dicht, selten kopfig, vier- bis zehnblütig und kaum 1 Zentimeter lang. Die sechs lang zugespitzten Perigonblätter sind fast gleich lang, grünlich und schlank. Sie sind 2,5 bis 3,5 Millimeter lang. Die äußeren Perigonblätter sind eiförmig oder schmal eiförmig, lang zugespitzt; die inneren sind kürzer, schmal eiförmig bis länglich und stumpflich. Die Blüten tragen sechs Staubblätter, die etwa halb so lang sind wie die Blütenhülle. Die Staubbeutel sind 0,5 bis 0,6 Millimeter lang, halb oder zwei Drittel so lang wie die Staubfäden. Der Griffel ist 0,2 Millimeter lang und sehr kurz und trägt drei aufrechte, 1 Millimeter lange, blassrosa Narben. Die Kapselfrucht ist eiförmig-dreikantig bis fast kugelig, stumpf und mit kurzer oder ohne Stachelspitze. Sie ist so lang oder etwas kürzer als die Blütenhülle. Die Samen sind 0,5 Millimeter lang, schief eiförmig, hellrotbraun und mit kurzem Anhängsel.
Die Chromosomenzahl der Art ist 2n = 80, 84 oder 40.

## Verbreitung und Standort
Die Faden-Binse kommt in fast ganz Europa vor, ist jedoch im Süden seltener. Ferner ist sie in Nordamerika und Asien verbreitet. In Europa kommt sie in fast allen Ländern vor und fehlt nur in Irland, Ungarn, der Ukraine, Albanien, Nordmazedonien, Griechenland und im europäischen Teil der Türkei. Sie wächst vom Tiefland bis in höhere Lagen, vor allem in montanen und hochmontanen Höhenstufen der Silikatgebirge, darüber hinaus bis in etwa 2200 Meter Höhe. In den Allgäuer Alpen steigt sie im Tiroler Teil zwischen Bernhardseck und Mutte bei Elbigenalp bis zu 2100 m Meereshöhe auf. Im Kanton Wallis und am Stilfser Joch erreicht sie 2750 Meter.
Die Pflanze wächst bevorzugt auf sicker-(stau-)-nassen, mäßig nährstoffreichen, basenarmen, mäßig sauren Sumpfhumus-Boden. Sie kommt auch auf nassen und offenen Böden als Pionier oder Störungszeiger vor. Sie wächst optimal in bewirtschafteten Feuchtwiesen (Calthion) sowie in Kleinseggenrieden (Caricetalia fuscae Koch 26 em. Nordhag. 37) der mäßig nährstoffreichen Basen-Zwischenmoore insbesondere in der Pflanzengesellschaft (Assoziation) des Braunseggensumpfes (Caricetum fuscae Br.-Bl. 1915).
Die ökologischen Zeigerwerte nach Landolt et al. 2010 sind in der Schweiz: Feuchtezahl F = 4+w+ (nass aber stark wechselnd), Lichtzahl L = 5 (sehr hell), Reaktionszahl R = 2 (sauer), Temperaturzahl T = 2+ (unter-subalpin und ober-montan), Nährstoffzahl N = 2 (nährstoffarm), Kontinentalitätszahl K = 3 (subozeanisch bis subkontinental).

## Gefährdung
Die Faden-Binse ist weltweit nicht gefährdet und genießt keinen gesetzlichen Schutz. Auch deutschlandweit gilt die Art als nicht gefährdet, jedoch ist sie mit Ausnahme des Saarlandes in allen Roten Listen gefährdeter Gefäßpflanzen der übrigen Bundesländer aufgeführt. In Mecklenburg-Vorpommern und Berlin ist sie sogar vom Aussterben bedroht.
Die Gefährdungsursachen liegen vor allem im Brachfallen, in der Trockenlegung und intensiven Beweidung ehemals extensiv genutzter Feuchtwiesen und Kleinseggenmoore.

## Taxonomie
Die Faden-Binse wurde 1753 von Carl von Linné in Species Plantarum, Tomus 1, S. 326 als Juncus filiformis erstbeschrieben. Synonyme für Juncus filiformis L. sind Juncus transsilvanicus Schur und Agathryon filiforme (L.) Záv. Drábk. & Proćków. Das Epithet 'filiformis' bedeutet 'fadenförmig'.